# Family Circle Cup 2006
Il Family Circle Cup 2006 è stato un torneo di tennis giocato sulla terra verde.
È stata la 34ª edizione del Family Circle Cup, che fa parte della categoria Tier I nell'ambito del WTA Tour 2006.
Si è giocato al Family Circle Tennis Center di Charleston negli Stati Uniti dal 10 al 16 aprile 2006.

## Campionesse

### Singolare
Nadia Petrova ha battuto in finale  Patty Schnyder con il punteggio di 6–3, 4–6, 6–1

### Doppio
Lisa Raymond /  Samantha Stosur hanno battuto in finale  Virginia Ruano Pascual /  Meghann Shaughnessy con il punteggio di 3–6, 6–1, 6–1